# Philetairosz (költő)
Philetairosz (latinul: Philataerus, i. e. 4. század) görög komédiaköltő
Az athéni újkomédia költője volt, a Szuda-lexikon 21 drámáját említi, ebből ránk 14 címe, illetve néhány apró töredék maradt. Főleg mitológiai témákat dolgozott fel. Hüpereidész kortársa volt.